# Charrais
Charrais is een plaats en voormalige gemeente in het Franse departement Vienne (regio Nouvelle-Aquitaine) en telt 763 inwoners (2004). De plaats maakt deel uit van het arrondissement Poitiers. Charrais is op 1 januari 2017 gefuseerd met de gemeenten Blaslay, Cheneché en Vendeuvre-du-Poitou tot de gemeente Saint Martin la Pallu, die op 1 januari 2019 werd uitgebreid met de gemeente Varennes tot de gemeente Saint-Martin-la-Pallu. 

## Geografie
De oppervlakte van Charrais bedraagt 14,8 km², de bevolkingsdichtheid is 51,6 inwoners per km².
De onderstaande kaart toont de ligging van Charrais met de belangrijkste infrastructuur en aangrenzende gemeenten.

## Demografie
Onderstaande figuur toont het verloop van het inwonertal (bron: INSEE-tellingen).